# Quetschungssatz von Gromov
In der Mathematik ist der Quetschungssatz von Gromov (engl.: Gromov‘s non-squeezing theorem) ein grundlegender Lehrsatz der symplektischen Topologie, der zeigt, dass symplektische Abbildungen sehr viel speziellere Eigenschaften haben als allgemeine volumen-erhaltende Abbildungen. Er stammt von Michail Leonidowitsch Gromow.

## Aussage
Eine offene Kugel vom Radius {\displaystyle r} im symplektischen Vektorraum {\displaystyle (\mathbb {R} ^{2n},\sum _{i=1}^{n}dq_{i}\wedge dp_{i})} lässt sich genau dann in den Zylinder
{\displaystyle \left\{(q,p)\in \mathbb {R} ^{2n}\colon q_{1}^{2}+p_{1}^{2}<R\right\}}
symplektisch einbetten, wenn {\displaystyle r\leq R}.
Die Existenz einer symplektischen Einbettung für {\displaystyle r\leq R} ist offensichtlich. Gromov‘s Satz besagt, dass diese Bedingung auch notwendig ist.